# Mesobuthus martensii
Lo scorpione della Manciuria (Mesobuthus martensii (Karsch, 1879)) è uno scorpione della famiglia dei Butidi. È diffuso soprattutto in Cina.

## Descrizione
Dimensioni: da 6 a 7,5 cm.
- Cheliceri: vengono utilizzati per spezzettare la preda prima di passarla alla bocca;
- Zampe: sono otto, sottili e slanciate, e permettono all'animale di nascondersi sotto le pietre o le cortecce, tra le rocce o le crepe nel terreno. Anche la forma appiattita del corpo è adatta agli spostamenti in ambienti così estremi e nascosti come il deserto;
- Chele o Pedipalpi: tipicamente di forma stretta ed allungata, come in tutte le specie più pericolose, vengono utilizzate per catturare le loro prede. La loro superficie è ricoperta da minuscoli peli a funzione sensoriale;
- Pungiglione: l'addome è composto da una dozzina di segmenti articolati tra loro, di cui gli ultimi 5 formano la cosiddetta coda, al cui termine si trova il telson, noto anche come pungiglione, o aculeo velenifero. Il telson è una struttura a forma di bulbo che contiene le ghiandole velenifere e l'aculeo incurvato per iniettare veleno.

## Biologia
Nutrimento: si ciba di piccole prede, come grilli ed altri insetti.
Riproduzione: ha una gestazione da 2 a 8 mesi e partorisce da 12 a 30 piccoli.
Tossicità del veleno: specie pericolosa, non mortale per l'uomo.